# Тејлор Спрингс (Илиноис)
Тејлор Спрингс (енгл. Taylor Springs) град је у америчкој савезној држави Илиноис.

## Демографија
По попису из 2010. године број становника је 690, што је 107 (18,4%) становника више него 2000. године.
| Група             | 2000.       | 2010.       |
| Белци             | 574 (98,5%) | 672 (97,4%) |
| Афроамериканци    | 0 (0,0%)    | 1 (0,1%)    |
| Азијати           | 0 (0,0%)    | 0 (0,0%)    |
| Хиспаноамериканци | 6 (1,0%)    | 8 (1,2%)    |
| Укупно            | 583         | 690         |